# Luxiaria subgravata
Luxiaria subgravata là một loài bướm đêm trong họ Geometridae.